# NGC 6215
NGC 6215 هي مجرة حلزونية تقع في كوكبة المجمرة. صُنفت بفئة SA(s)c في تصنيف المجرات. واكتشفها العالم الفلكي جون هيرشل في 9 يوليو 1836.

## تجمع مجري
يُشكل NGC 6215 جزءًا من التجمع المجري NGC 6221/15، الذي يتضمن المجرة الحلزونية الضلعية NGC 6221 وثلاث مجرات قزمة. يربط جسر مزدوج من منطقة هيدروجين أحادي بين NGC 6215 و6221 نتيجة لتفاعلهما، وربما تكونت المجرة القزمة رقم 3 من بين المجرات القزمة الثلاثة من غاز مد وجزر المجرات.